# Баронов, Андрей Евгеньевич
Андрей Евгеньевич Баронов — российский программист, мультимиллионер, сооснователь и бывший руководитель компании Veeam Software.
Вошел в рейтинг журнала Forbes «200 богатейших бизнесменов России 2021», где  занял 146 позицию с состоянием $800 млн.
В декабре 2023 года отказался от российского гражданства, живет в Швейцарии.

## Биография
Летом 1985 года поступил в МФТИ переводом из другого ВУЗа, предшествующая попытка поступить напрямую не удалась из-за проблем со зрением. Со своим будущим другом партнёром Ратмиром Тимашевым познакомился во время учёбы в МФТИ, где они жили в одной комнате общежития. Во время обучения они совместно работали в стройотрядах и строительном кооперативе.
В 1990 году окончил МФТИ. В 1995-м защитил диссертацию, получив степень кандидата физико-математических наук. В середине 1990ых переехал в США, где, совместно с Ратмиром Тимашевым, организовал онлайн-магазин по торговле компьютерными комплектующими. Вскоре после этого партнёры начали зарабатывать, продавая онлайн программы для вскрытия запароленных компьютеров с Windows NT и для защиты от вскрытия, разработанных Бароновым. 2 апреля 1997 года совместно с Тимашевым учредил в США компанию Aelita Software, занимавшуюся разработкой ПО управления сетям, основанными на серверных версиях Windows. В 2002 компания получила первые инвестиции со стороны венчурного фонда Insight Venture Partners. Компания получила $10 млн. в обмен на 1/3 своих акций. В 2004-м компания была продана за $115 млн компании Quest Software. Баронов, при этом, получил пост директора по разработке в подразделении Quest, которое отвечало за интеграцию с продуктами Microsoft.
После продажи Aelita Software Баронов и Тимашев учредили венчурный фонд ABRT Venture Fund, названный так по инициалам организаторов и ориентированный на поддержку IT-стартапов. В портфель фонда входили такие компании как Acronis, InvisibleCRM, Drimmi (разработчик игр для соцсетей) и онлайн-магазин KupiVIP.
В 2006 году, вновь совместно с Тимашевым учредил в Швейцарии компанию Veeam Software, в которой занял должность технического директора. Работая в Veeam, Баронов разработал концепцию доступности данных для непрерывной работы бизнеса (Availability for the Always-On Enterprise) В 2015 венчурный фонд ABRT Venture Fund объявил, что прекращает поддерживать новые стартапы и сосредоточится на работе с проектами партнёров. В 2017 занял должность соуправляющего директора Veeam Software. В 2019 году Veeam привлекла $500 млн от Insight Partners и пенсионного фонда Канады Canada Pension Plan Investment Board (CPPIB).
В январе 2020 года была закрыта сделка по покупке контрольного пакета Veeam Software венчурным фондом Insight Partners за $5 млрд. По оценке журнала Forbes, личный доход Андрея Баронова по результатам этой сделки, составил около $720 млн.. Было объявлено, что оба партнёра после закрытия сделки покинут совет директоров компании, но продолжат её консультировать.

## Личная жизнь
- Андрей Баронов женат, по состоянию на 2020 г. проживал в Швейцарии[5][7].